# عدد ذري

توضيح العدد الذري، والكتلة الذرية.

الجدول الدوري موضحاً العدد الذري

العدد الذري أو الرقم الذري (Z) هو عدد البروتونات الموجودة في نواة الذرة، وهو في الوقت نفسه يمثل العدد الكلي للإلكترونات في الذرة المتعادلة الشحنة. يحدد العدد الذري نوع العنصر الكيميائي في الجدول الدوري.
حينما قام مندليف بترتيب العناصرالكيميائية المعروفة طبقا لتماثلها في الخواص الكيميائية لوحظ أن ترتيبها طبقا للكتلة الذرية قد أدى لحدوث بعض الاختلافات. اليود والتيلوريم؛ لو تم ترتيبهما طبقا للكتلة الذرية فسيكون مكانهما خاطئا، ولكن عند ترتيبهم طبقا للعدد الذري (عدد البروتونات) أدى ذلك لتطابق خواصهم الكيميائية مع الترتيب.
- العدد الذري يساوي 1 للهيدروجين حيث تحتوي نواته على 1 بروتون،
- والهيليوم له العدد الذري 2 وفي نواته توجد 2 من البروتونات و 2 من النيوترونات)،
- ثم يأتي الليثيوم في الجدول الدوري وتوجد في نواته 3 بروتونات (فعدده الذري 3) بالإضافة إلى 4 نيوترونات،
- وهكذا يزداد العدد الذري للعناصر، حتى العناصر الثقيلة مثل الرصاص (عدده الذري 82) واليورانيوم (عدده الذري 92).

بجانب العدد الذري Z الذي هو عدد البروتونات، يهمنا في الكيمياء والفيزياء أيضا الكتلة الذرية A وهي مجموع البروتونات والنيوترونات في النواة الذرية، تسمى A عدد الكتلة.
وقد لوحظ أن تساوي أعداد البروتونات وأعداد النيوترونات يعمل على استقرار النواة، وعلى الأخص نجد ذلك بالنسبة لأول 20 عنصر في الجدول الدوري. بعد ذلك تحتاج النواة إلى مزيد من النيوترونات للإبقاء على استقرار النواة وذلك لمعادلة قوة التنافر المتزايدة بين البروتونات (فالنيوترونات متعادلة كهربائيا). إذا لم تكن النواة مستقرة فهي تكون ذات نشاط إشعاعي. وقد نجد من بين النظائر المختلفة لعنصر، ما هو مستقر أو غير مستقر، فمثلا الكربون-12 وفيه 6 بروتونات + 6 نيوترونات يكون مستقرا أما كربون-14 وفيه 6 بروتونات + 8 نيوترونات فهو مشع غير مستقر.
بصرف النظر عن كون العنصر مشعا أم غير مشع، فإن خواصها الكيميائية لا تتأثر. وقد بدت تغيرات في أطياف العناصر، تعتمد على تزايد العدد الذري Z.
وقد تم تفسير هذه الاختلافات أخيرا بواسطة هنري موزلي في عام 1913. فقد قام موزلي بمشاهدة خطوط الطيف الصادرة من ذرات مثارة ووجد أنها تتفق مع نموذج بور للذرة. كما شاهد أن تردد خطوط الطيف للعناصر المختلفة يتناسب طرديا مع مربع العدد الذري Z.

## التاريخ
في القرن التاسع عشر، كان مصطلح "العدد الذري" يشير عادةً إلى عدد الذرات في حجم معيّن. أما الكيميائيون المعاصرون فيفضلون استخدام مفهوم التركيز المولاري.
في سنة 1913، اقترح أنطونيوس فان دن بروك أن الشحنة الكهربائية لنواة الذرة، والمُعبر عنها كمضاعف للشحنة الأولية، تساوي الترتيب التسلسلي للعنصر في الجدول الدوري. وقد استخدم إرنست رذرفورد، في مقالات عدة ناقش فيها فكرة فان دن بروك، مصطلح "العدد الذري" للإشارة إلى موقع العنصر في الجدول الدوري. ولا يُعرف أن أي كاتب قبل رذرفورد استعمل مصطلح "العدد الذري" بهذه الطريقة، لذا فمن المرجّح أنه هو من وضع هذا التعريف.
بعد أن استنتج رذرفورد وجود البروتون في سنة 1920، أصبح "العدد الذري" يُشير عادةً إلى عدد البروتونات في الذرة. وفي سنة 1921 اعتمدت لجنة الأوزان الذرية الألمانية جدولها الدوري الجديد على عدد الشحنة النووية، وتبعتها في ذلك سنة 1923 اللجنة الدولية للعناصر الكيميائية.

### الجدول الدوري ورقم طبيعي لكل عنصر

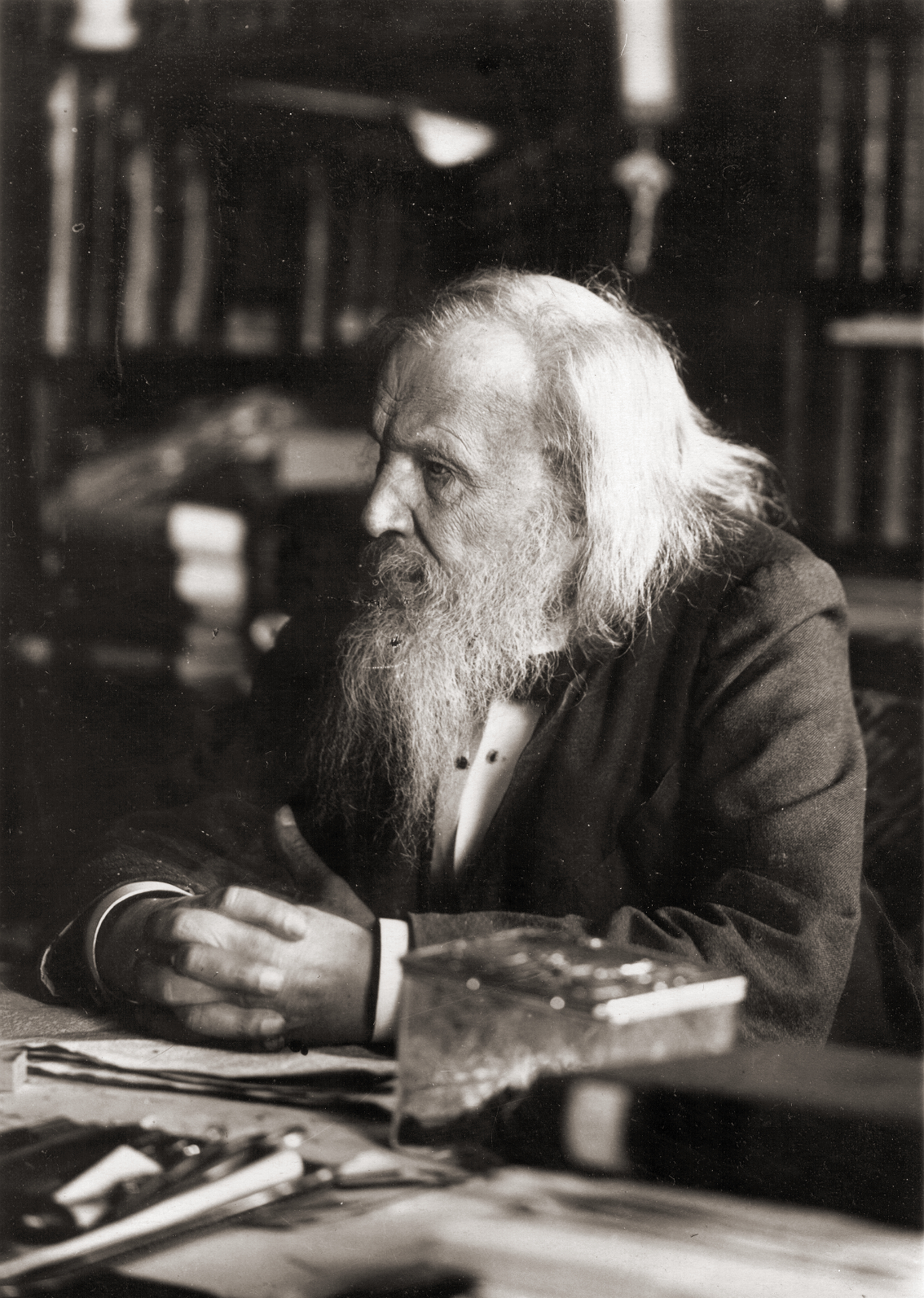
الكيميائي الروسي ديميتري مندلييف، مُنشئ الجدول الدوري.

الجدول الدوري للعناصر يضع ترتيبًا للعناصر، وبالتالي يمكن ترقيمها بالتسلسل. رتب ديميتري مندلييف جداولَه الدورية الأولى (التي نُشرت لأول مرة في 6 آذار/مارس 1869) حسب الوزن الذري. غير أنه، وبالنظر إلى الخواص الكيميائية المرصودة للعناصر، عدّل الترتيب قليلًا ووضع عنصر التيلوريوم (وزنه الذري 127.6) قبل عنصر اليود (وزنه الذري 126.9). هذا الترتيب يتفق مع الممارسة الحديثة في ترتيب العناصر وفقًا لعدد البروتونات (Z)، لكن هذا العدد لم يكن معروفًا أو متوقَّعًا في ذلك الوقت.
لم يكن الترقيم البسيط استنادًا إلى موقع الوزن الذري مُرضيًا تمامًا. فبالإضافة إلى حالة اليود والتيلوريوم، تبيّن لاحقًا أن عدة أزواج أخرى من العناصر (مثل الأرجون والبوتاسيوم، والكوبالت والنيكل) لها أوزان ذرية متقاربة جدًا أو معكوسة، مما استلزم تحديد مواقعها في الجدول الدوري وفقًا لخواصها الكيميائية. غير أن التعرف التدريجي على المزيد من عناصر اللانثانيدات المتشابهة كيميائيًا، والتي لم يكن عددها الذري واضحًا، أدى إلى وجود عدم اتساق وغموض في الترقيم الدوري للعناصر على الأقل بدءًا من اللوتيتيوم (العنصر 71) فصاعدًا (حيث لم يكن عنصر الهافنيوم معروفًا في ذلك الوقت).

### تجربة موزلي في عام 1913

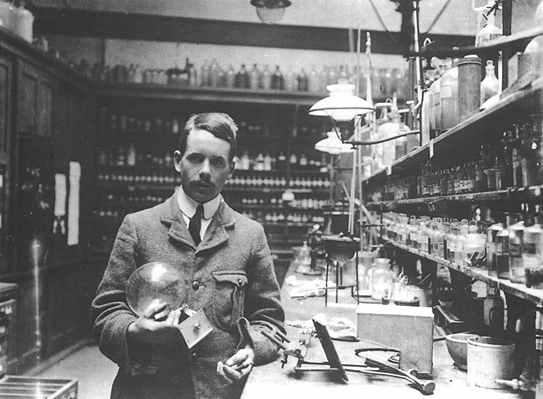
هنري موزلي استطاع في عام 1913 بيان أن تردد أشعة أكس الصادرة تتناسب طرديا مع مربع شحنة النواة Z في الذرات المكونة لمصعد صمام أشعة إكس.

قام موزلي بقياس طول الموجة للفوتونات الصادرة من الأغلفة الذرية التحتية للعناصر بين الألمونيوم (خطوط الطيف K و L) حيث Z = 13 وقارنها بخطوط الطيف العناصر حتى للذهب=79. ووجد أن تردد الفوتونات الصادرة تزداد طرديا مع مربع العدد الذري Z. وقد أوصل هذا موزلي إلى قانونه المسمى قانون موزلي أن العدد الذري يؤول بطريقة مباشرة إلى شحنة النواة الذرية المحسوبة، أي إلى عدد البروتونات Z. كما بين موزلي أن مجموعة اللانثانيدات (من عنصر لانثانوم إلى عنصر لوتيشيوم) لا بد وأن تشمل 15 عضوا (لا أقل ولا أزيد)، وكان ذلك في هذا الوقت بعيدا عن تفكير الكيميائيين.
الرقم الذري يتناسب تناسبا طرديا إلى حد كبير مع عدد الكتلة (ويجب عدم الخلط بينهما) والذي يمثل عدد البروتونات والنيوترونات في نواة الذرة. عدد الكتلة غالبا ما يأتي بعد اسم العنصر، فمثلا كربون-14 (والذي يستخدم لحساب الزمن بالكربون المشع) واليورانيوم-235 واليورانيوم-238.
تشير الظواهر الفلكية والعلوم الفيزيائية إلى أن الكون بدأ أولا في هيئة غمامة شديدة السخونة من الهيدروجين بنسبة نحو 75% والهيليوم (نحو 23 %) والباقي عناصر أخرى أثقل منهما. وبعد تجمعهما تحت تأثير قوي الجاذبية بين ذراتهم تكوّن منهما نجوم وتجمعات نجوم. وعند انكماش سحابة هيدروجين وهيليوم لتكوين نجم ترتفع درجة حرارة الكتلة المتجمعة. وكلما زاد انضغاط المادة في الكرة المتكونة، ترتفع درجة الحرارة. ويظل الانكماش دائرا مصحوبا بارتفاع درجة الحرارة حتى تصبح ظروف الضغط العالية والحرارة العالية (نحو 12 مليون درجة مئوية) في قلب النجم كافية لاشتعال تفاعل نووي فيه. يتسم هذا التفاعل ب اندماج نووي يتم فيه التحام ثلاثة أو أربعة ذرات هيدروجين فينتج منهم الهيليوم. ومن اندماج الهيليوم بالهيدروجين والهيليوم مع الهيليوم نتجت العناصر الأثقل من ذلك شيئا فشيئا. أي عند بدء تفاعل الاندماج النووي في كرة الهيدروجين والهيليوم تصبح الكتلة نجما يضيء حوله.
وطبقا لنظرية الانفجار العظيم ونظرية تكوّن النجوم فقد تكونت كل العناصر الموجودة في الجدول الدوري سابقا في قلوب النجوم من عنصري الهيدروجين والهيليوم.

### النموذج رذرفورد-بور وبروك

نموذج رذرفورد–بور لذرة الهيدروجين (Z= 1) أو لأيون شبيه بالهيدروجين (Z > 1). في هذا النموذج، تُعَد خاصية أساسية أن تكون طاقة الفوتون (أو تردده) للإشعاع الكهرومغناطيسي المنبعث (كما هو موضح) عند انتقال الإلكترون من مدار إلى آخر متناسبة مع المربع الرياضي للشحنة الذرية (Z²). وقد أظهرت القياسات التجريبية التي قام بها هنري موزلي لهذا الإشعاع في العديد من العناصر (من Z= 13 إلى 92) نتائج مطابقة لما تنبأ به بور. وبذلك مُنح كل من مفهوم العدد الذري ونموذج بور مصداقية علمية.

في سنة 1911 قدّم إرنست رذرفورد نموذج للذرة تكون فيه نواة مركزية تحمل معظم كتلة الذرة وشحنة موجبة تساوي، بوحدات شحنة الإلكترون، ما يقارب نصف الوزن الذري للذرة مُعبرًا عنه بعدد ذرات الهيدروجين. وبذلك فإن هذه الشحنة المركزية ستكون تقريبًا نصف الوزن الذري (مع أنّها كانت تختلف بما يقارب 25% عن العدد الذري للذهب (Z= 79، A= 197)، وهو العنصر الوحيد الذي استند إليه رذرفورد في تخمينه). ومع ذلك، وعلى الرغم من تقدير رذرفورد أنّ الذهب له شحنة مركزية تقارب 100 (لكنّه في الجدول الدوري هو العنصر Z= 79)، فقد اقترح أنطونيوس فان دن بروك بعد شهر من نشر ورقة رذرفورد، ولأول مرة بشكل رسمي، أنّ الشحنة المركزية وعدد الإلكترونات في الذرة يساويان تمامًا موقعها في الجدول الدوري (وهو ما يُعرف أيضًا برقم العنصر أو العدد الذري ويرمز له بـ Z). وقد ثبتت صحة ذلك لاحقًا.

## الخواص الكيميائية
لكل عنصر مجموعة من الخواص الكيميائية والتي تعتمد على عدد الالكترونات المتواجدة في الذرة المتعادلة، ويرمز له Z. ويتبع ترتيب هذه الالكترونات مبادئ ميكانيكا الكم. ويمثل عدد الالكترونات في كل مدار إلكتروني للعنصر - وخصوصا في المدار الخارجي - العامل الرئيسي في تحديد السلوك الكيميائية لذلك العنصر. لذا فإن العدد الذري هو الوحيد الذي يحدد الخواص الكيميائية للعنصر، حيث يحدد تلك الخواص عدد الإلكترونات في الغلاف الذري الخارجي. تسمى الإلكترونات الموجودة في الغلاف الخارجي للذرة إلكترونات التكافؤ.
كما أوضحنا أعلاه تعتمد الخواص الكيميائية لعنصر ما على العدد الذري وبالتالي على عدد إلكترونات التكافؤ الموجودة في غلاف ذرته الخارجي. والخواص الكيميائية لعنصر ما ونظائره المشعة تكون متماثلة تماما، حيث أن اختلاف الكتلة الذرية ينشأ عن تزايد أو نقصان عدد النيوترونات في نواة الذرة، أما عدد البروتونات وعدد الإلكترونات فيكون متساويا في الذرة.
ولهذا السبب يمكن تعريف العنصر بأنه يحتوي على ذرات ذات عدد ذري معين. وكثير من العناصر نجده خليطا من نظائره، وجميع نظائر العنصر لهم نفس الخصائص الكيميائية. (انظر عدد الكتلة)

## العلاقة بين عدد النيوترونات والكتلة الذرية
تسمى الذرات ذات عدد ذري واحد مع عدد مختلف من النيوترونات {\displaystyle N\,}، تسمى نظائر العنصر. وتبدي جميع نظائر عنصر معين نفس الخواص الكيميائية لهذا العنصر، وهي تسلك نفس المسلك في تفاعلاتها الكيميائية.
يمكن تعيين عدد النيوترونات في نواة ذرة عن طريق معرفة عددها الذري Z وكتلتها الذرية
{\displaystyle A\,}.
{\displaystyle N=A-Z\,}
حيث أن الكتلة الذرية لعنصر تساوي مجموع البروتونات والنيوترونات في نواته:
{\displaystyle A=N+Z.\,}

## ترميز العناصر

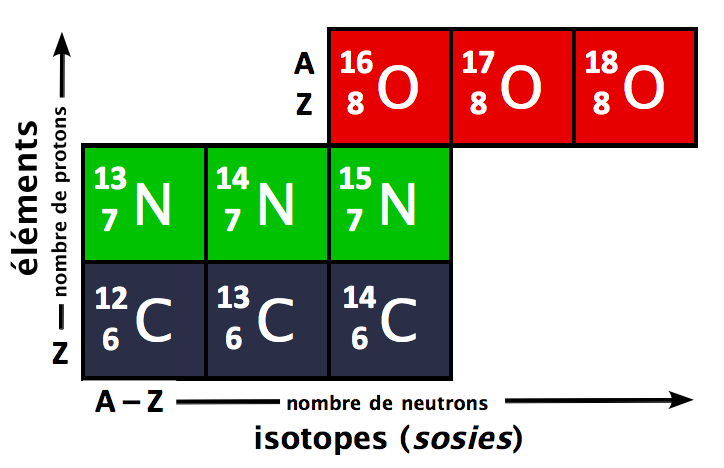
عناصر متشابها في العدد الذري

يقترن العدد الذري باسم العنصر الكيميائي، أي أن جميع الذرات ذات عدد ذري واحد ينتمون إلى نفس العنصر؛ فهم نظائر. ويحدد العدد الذري ترتيب العنصر في الجدول الدوري؛ ويكتب عادة إلى اليسار أسفل رمز العنصر.
{\displaystyle {}_{Z}^{A}{\text{Symbol}}.}
أي أن مثلا الكربون وله 6 بروتونات:
{\displaystyle {}_{\ 6}^{12}\mathrm {C} }
وأما 12 فهي الكتلة الذرية للعنصر، (مجموع البروتونات والنيوترونات).
كما أن {\displaystyle {}_{\ 6}^{14}\mathrm {C} } يدل على الكربون-14 وهو نظير للكربون- 12، ويختلف عنه في وجود 8 نيوترونات في نواته، أما الكربون-12 ففيه 6 نيوترونات في نواته.

## عناصر جديدة
يتم الاعتماد على الأعداد الذرية عند إحصاء العناصر الموجودة، ففي عام 2010 تم تعيين الأعداد الذرية للعناصر من 1 إلى 118. كما أمكن تصنيع عناصر ذات عدد ذري Z أكبر من ذلك. وتتم عملية إنتاج عناصر جديدة عن طريق قذف ذرات العناصر الثقيلة بالأيونات أو بالبروتونات، فيحدث أن تبتلع نواة العنصر الثقيل أيونا مكونا عنصرا جديدا؛ يكون عدده الذري مساويا لمجموع البروتونات في نواة العنصر الثقيل والبروتونات المكتسبة من الأيون. عادة تكون تلك العناصر الثقيلة المصنعة غير مستقرة وتتحلل خلال أجزاء من الثانية. وبشكل عام فإن عمر النصف يصبح أقصر بزيادة العدد الذري، لذا فقد تتواجد جزيرة الثبات لنظائر غير مكتشفة لأعداد معينة من البروتونات والنيوترونات.

## العدد الذري للمادة المضادة
المادة المضادة تتكون من بروتونات مضادة في النواة وإلكترونات مضادة تحوم حولها، بمعنى أن البروتون المضاد تكون شحنته سالبة والإلكترون المضاد تكون شحنته موجبة (بوزيترون). ولا يختلف البروتون المضاد عن البروتون المعتاد من حيث كتلتيهما ولكن الفرق في شحنتيهما المعكوسة فقط. كذلك بالنسبة للإلكترون والبوزيترون فكتلتيهما متساوية ولكن شحنتيهما معكوسة. ولهذا فمن الممكن نظريا تكوّن ذرة هيدروجين مضادة مكونة من بروتون سلبي الشحنة وبوزيترون موجب الشحنة، وقد أمكن تحضير ذرة هيدروجين مضادة معمليا ولكن لفترة وجيزة جدا. ولكن في الطبيعة لا توجد أمثال تلك المادة المضادة، وتسمى مادة مضادة لأنها تفني نفسها وتفني ما تقابله من ذرة معتادة على الفور (فهما ضدان)، وينتج منهما شعاعين من أشعة غاما.

## اقرأ أيضا
- نظير
- جدول دوري
- قائمة عناصر (عدد ذري)
- تخليق العناصر
- اندماج نووي
- طومسون (وحدة)